# Camponotus largiceps
Camponotus largiceps är en myrart som beskrevs av Wu och Wang 1989. Camponotus largiceps ingår i släktet hästmyror, och familjen myror. Inga underarter finns listade.